# اسلوتین ۱۲۴۲۳
سیارک ۱۲۴۲۳ (به انگلیسی: 12423 Slotin، نامگذاری:1995UQ16) دوازده هزار و چهارصد و بیست و سومین سیارک کشف شده‌است که در ۱۷ اکتبر ۱۹۹۵ کشف شد.
قدر مطلق سیارک برابر ۲۲.۴ است.